# Menneval
Menneval is een gemeente in het Franse departement Eure (regio Normandië). De plaats maakt deel uit van het arrondissement Bernay. Menneval telde op 1 januari 2022 1.532 inwoners.

## Geografie
De oppervlakte van Menneval bedroeg op 1 januari 2022 6,63 vierkante kilometer; de bevolkingsdichtheid was toen 231,1 inwoners per km².

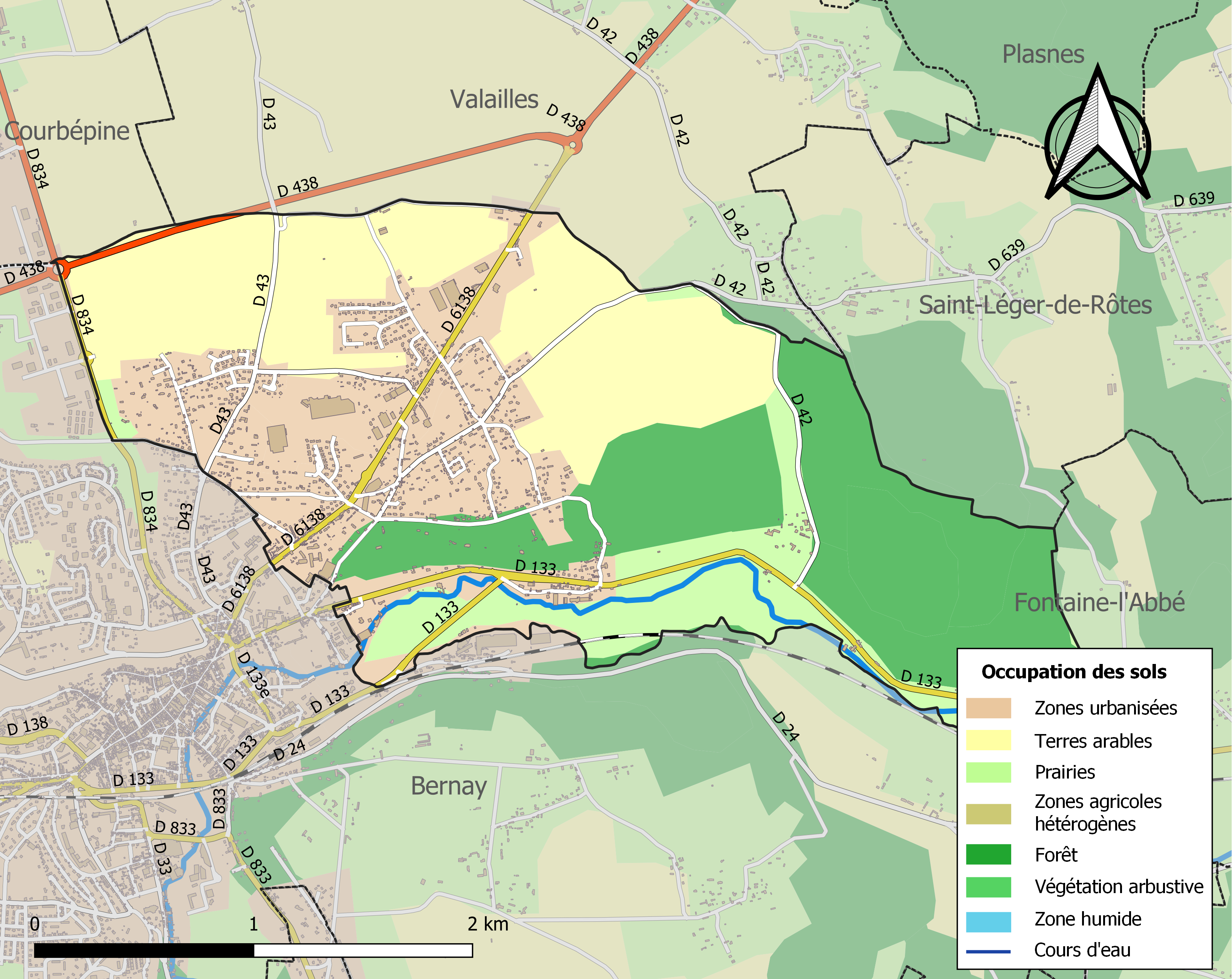
Kaart van de gemeente met belangrijkste infrastructuur, bodemgebruik en omliggende gemeenten

## Demografie
Onderstaande figuur toont het verloop van het inwonertal (bron: INSEE-tellingen).